# Шабанци (Илијаш)
Шабанци су насељено мјесто у општини Илијаш, Босна и Херцеговина.

## Становништво
|        | 2013.      | 1991.       | 1981.       | 1971.        |
| Укупно | 4 (100,0%) | 76 (100,0%) | 97 (100,0%) | 137 (100,0%) |
| Срби   | 4 (100,0%) | 76 (100,0%) | 97 (100,0%) | 135 (98,54%) |
| Хрвати | –          | –           | –           | 2 (1,460%)   |